# Dubbelspion (televisieserie)

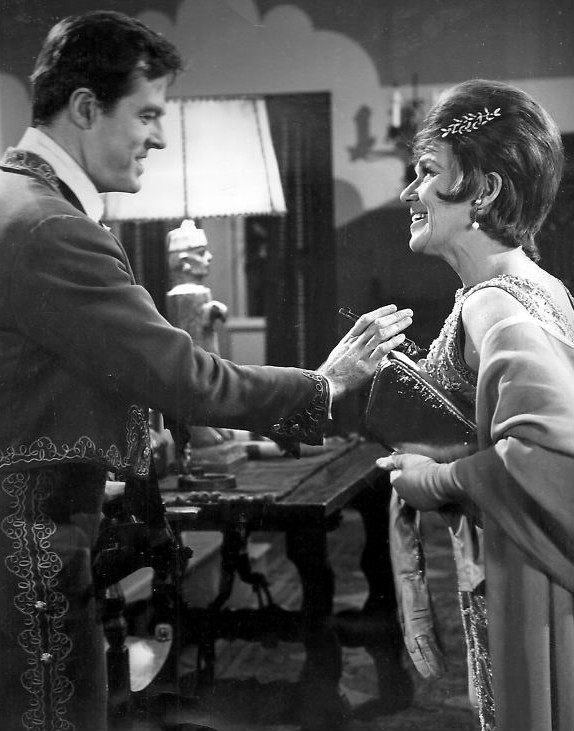
Robert Culp en Jeanette Nolan in I Spy (1966)

Dubbelspion is een Amerikaanse televisieserie, oorspronkelijke titel I Spy, over de twee geheim agenten Kelly Robinson en Alexander Scott. Robinson doet zich voor als tennisspeler en Scott als zijn trainer. Deze identiteit stelt ze in staat om de wereld rond te reizen zonder opzien te baren. De serie werd in de VS uitgezonden tussen 1965 en 1968 en was tussen 1967 en 1970 ook op de Nederlandse televisie te zien.

## Plot
Kelly Robinson en Alexander Scott zijn als geheim agent werkzaam voor het Pentagon. Ze doen zich voor als getalenteerde tennissers en spelen voor geld tegen mensen met veel geld maar weinig talent. In werkelijkheid houden Scott en Robinson zich bezig met het bestrijden van gangsters en buitenlandse spionnen in opdracht van de Amerikaanse overheid. Scott of “Scotty” zoals hij meestal wordt genoemd is de denker van het team, hij spreekt zijn talen vloeiend en hoewel hij minder ervaring heeft dan Kelly weet hij vaak de oplossing te bedenken. Kelly is de meer sportieve agent. Behalve in tennis excelleert hij in meer sporten. Hij is meer ervaren dan Scott, en wendt vaker zijn charmes aan. Hij speelt naar buiten toe de playboy.

## Productie
Dubbelspion was duidelijk geïnspireerd door de James Bondfilms, zeker door het gebruik van meerdere exotische locaties. Anders dan bij series waar gebruik werd gemaakt van zogenaamde ‘stock’ opnames, werd de serie echt opgenomen in bijvoorbeeld Rome, Marokko, of Japan. Humor speelde een grote rol en vooral de chemie tussen Robert Culp en Bill Cosby werkte goed. Aanvankelijk was het de bedoeling dat Culp in de serie een oudere acteur naast zich zou krijgen die meer als een mentor-coach zou optreden. De producent van de serie, Sheldon Leonard, had echter Bill Cosby zien optreden als stand-upcomedian. Hij was zo onder de indruk dat hij de opzet van de serie wijzigde en van Robinson en Scott gelijkwaardige karakters maakte. Het feit dat Cosby als Afro-Amerikaan een hoofdrol speelde in een televisieserie was eind jaren zestig zeer baanbrekend. In de serie speelde het element ‘ras’ overigens geen enkele rol. Hoewel de serie enigszins leunde op het succes van James Bond was de serie, ondanks de humor, realistisch te noemen. Beide mannen vertrouwen op hun vuisten en pistool maar niet op allerlei apparaatjes en gadgets. Ook toonde de serie zaken als heroïneverslaving en speelde een aflevering in het toen nog door oorlog geplaagde Vietnam. 
De Nederlandse titel van de serie: Dubbelspion slaat op het feit dat er sprake is van twee spionnen, maar werkt aan de andere kant verwarrend omdat een dubbelspion in feite een spion is die zowel voor zijn eigen land als dat van de vijand werkt. In de serie is hier echter geen sprake van. De Amerikaanse titel I Spy is afgeleid van het kinderrijmpje dat men in het Nederlands kent als: "Ik zie, ik zie wat jij niet ziet". In het Engels is dat: “I spy with my little eye something that begins with..”

## Speelfilm
In 2002 werd er ook een speelfilm uitgebracht van I Spy, geregisseerd door Betty Thomas en met Owen Wilson en Eddie Murphy in de hoofdrollen.